# Burg Bonlanden
Burg Bonlanden ist eine abgegangene mittelalterliche Wasserburg in Bonlanden, einem Stadtteil von Filderstadt im baden-württembergischen Landkreis Esslingen. Von der Burg, die mitten im Dorf stand, haben sich Wall- und Grabenreste erhalten. Auf ihr residierte der Dorfadel, die Herren von Bonlanden. Seit Ende des 15. Jahrhunderts befindet sich auf dem Grundstück das Pfarrhaus.

## Lage und Beschreibung
Der gut erhaltene Burgstall liegt etwa 80 Meter westlich der evangelischen Georgskirche und ist von einem Wassergraben umgeben, der besonders im Norden und Nordwesten noch gut sichtbar ist. Der Graben wird von einer Quelle gespeist und von einer steinernen Brücke überspannt, die in früheren Zeiten sicherlich eine hölzerne Zugbrücke ersetzt hat. Auf dem Burghügel steht seit 1470 das evangelische Pfarrhaus (Georgstraße 1).

## Geschichte

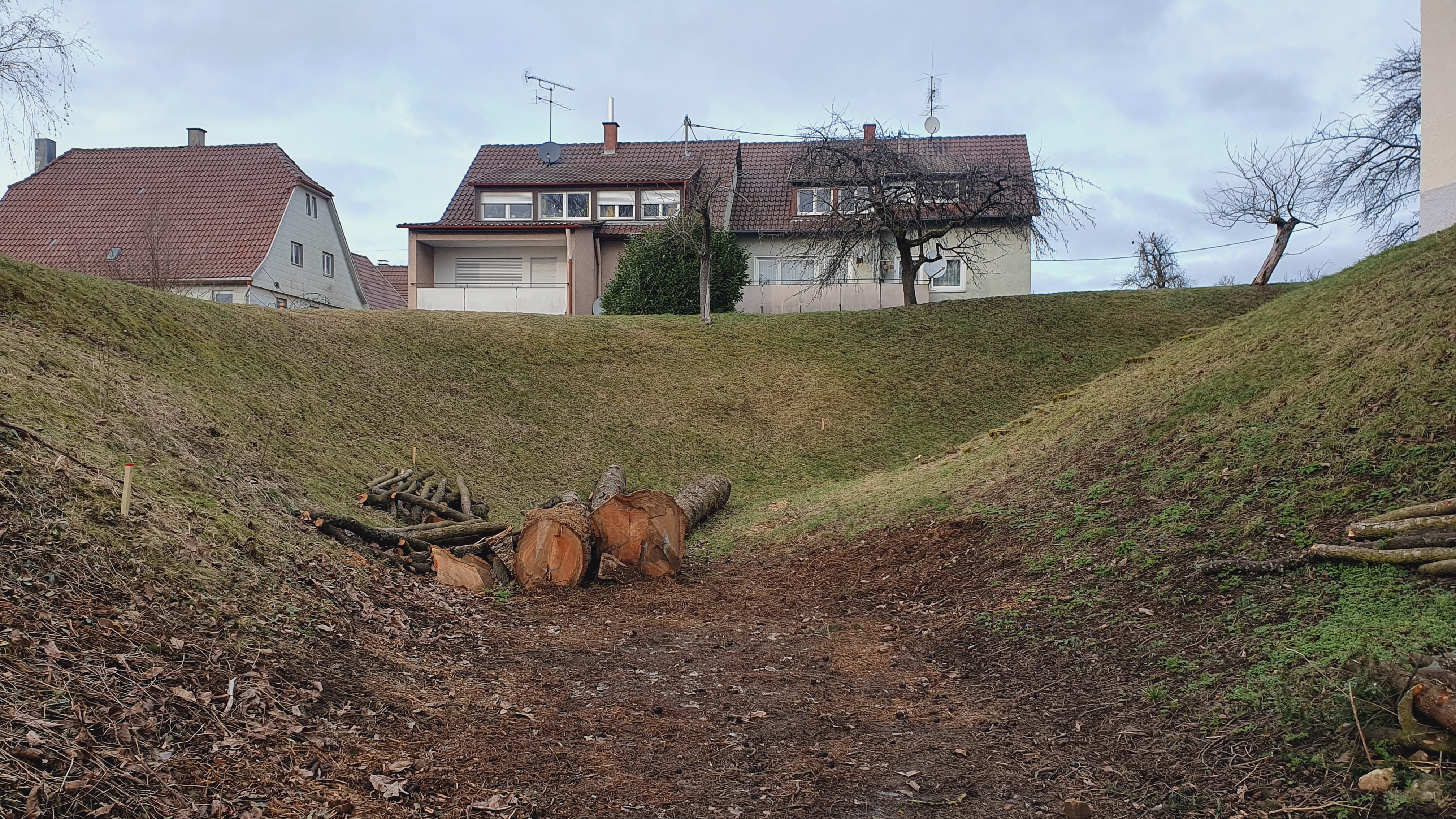
Blick in den Burggraben

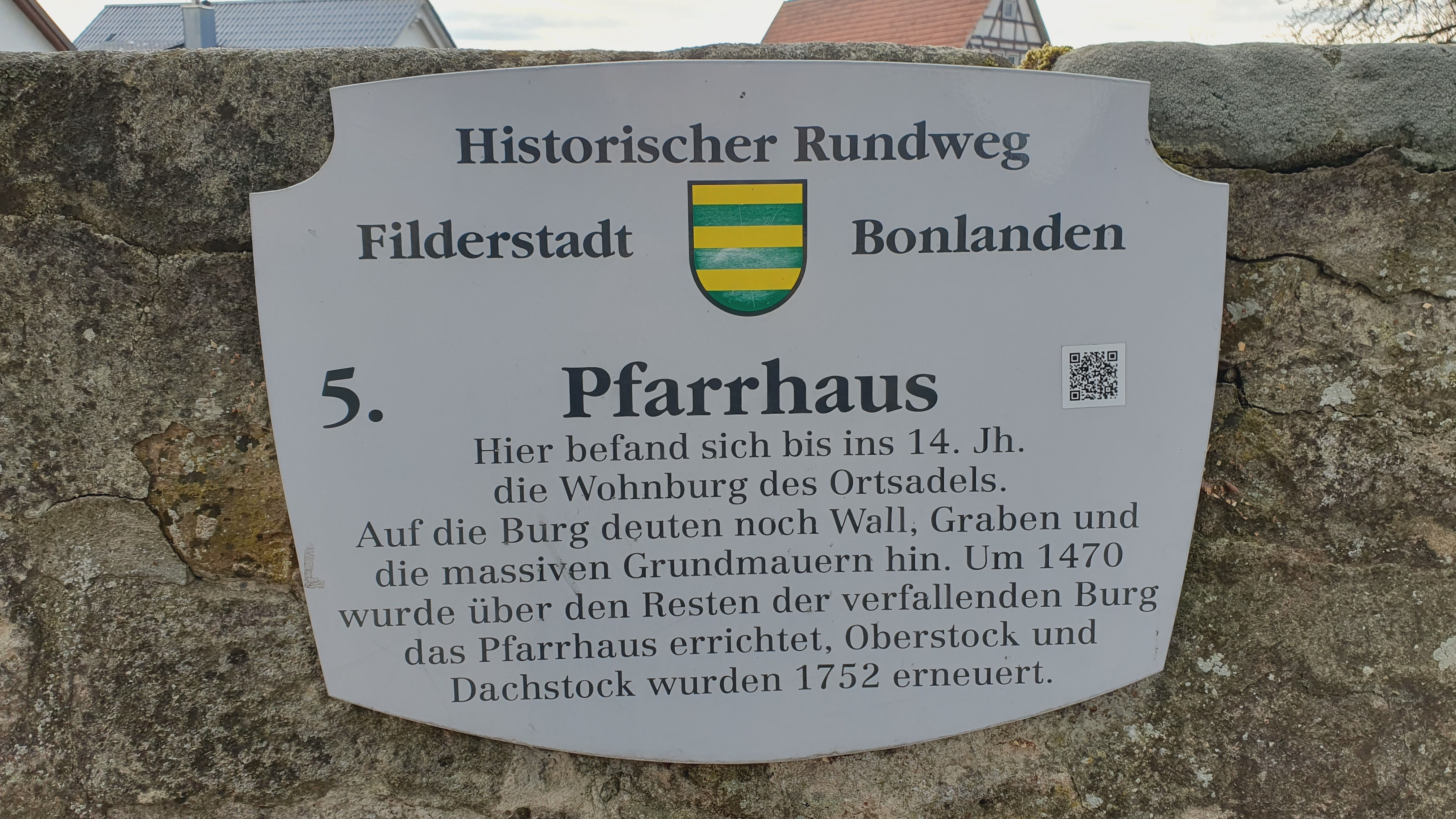
Informationstafel der Stadtverwaltung

Die Wasserburg wurde wahrscheinlich von den Herrn von Bonlanden als Motte erbaut, die mit dem Ritter Wolfram von Bonlanden im Jahr 1269 erstmals in einem Kaufvertrag genannt werden. Mit dem Vertrag veräußerte der Ritter einen Hof an das Kloster Bebenhausen. Das erhaltene Siegel des Ritters ist identisch mit dem der Herren von Bernhausen. Auch war der Name Wolfram in der Familie von Bernhausen weit verbreitet. Daher geht man davon aus, dass die von Bonlanden eine Seitenlinie derer von Bernhausen waren. Im 14. Jahrhundert erwarben die Herren von Stöffeln das Dorf Bonlanden. Die Oberhoheit lag allerdings bei den Pfalzgrafen von Tübingen. 1334 verpflichteten sich die Herren von Stöffeln, nichts aus ihrem Besitz an das Haus Württemberg zu verkaufen. Dennoch konnten die Grafen von Württemberg gegen 1390 die Oberhoheit über die Gegend erringen. Durch Heirat fiel Bonlanden gegen Ende des 14. Jahrhunderts an die Herren von Stammheim und an die von Sachsenheim. 1395 erwarb Graf Eberhard der Milde von Württemberg einen Teil des Dorfs durch Tausch von den Herren von Stammheim. 1402 kaufte der Graf die Hälfte von Bonlanden von Hermann von Sachsenheim. 1403 erwarb der Graf noch 1/4 des Orts von Katharina von Späth (geb. von Stöffeln). Somit kamen Burg und Dorf an das Haus Württemberg. Die Burg verlor während des 15. Jahrhunderts an Bedeutung. 1450 wurde die Burg als lange Zeit wüst gelegen beschrieben. Im selben Jahr verlieh Graf Ulrich V. von Württemberg den Burgstall gegen einen Scheffel Hafer an den Schultheißen Henslin von Bonlanden. 1470 erwarb der Dorfpfarrer Nicolaus Bauer das Grundstück und ließ auf dem Burgstall ein neues Pfarrhaus errichten. Der Verkauf des Burgstalls wurde von den Grafen von Württemberg ausdrücklich genehmigt.

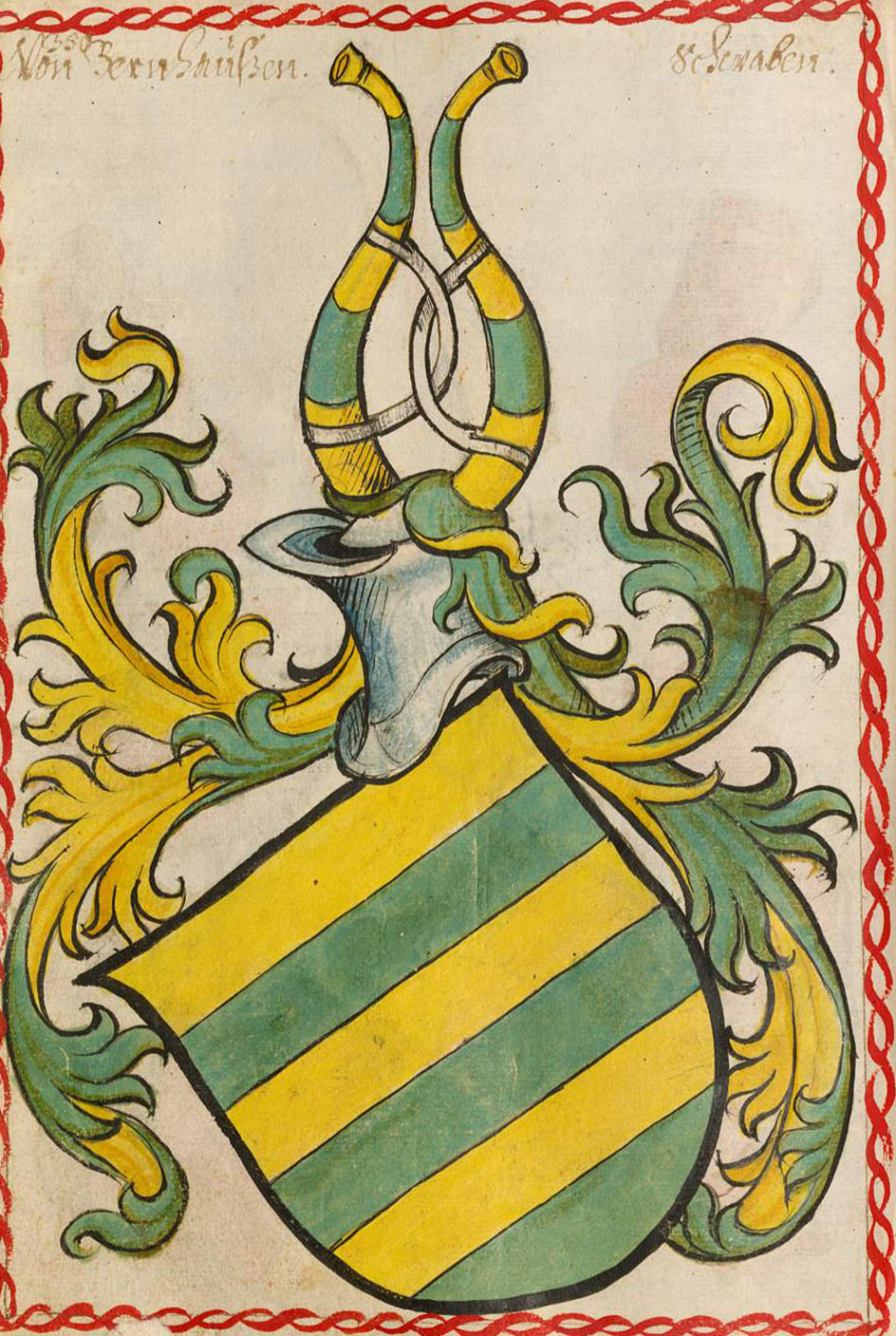
Herren von Bernhausen
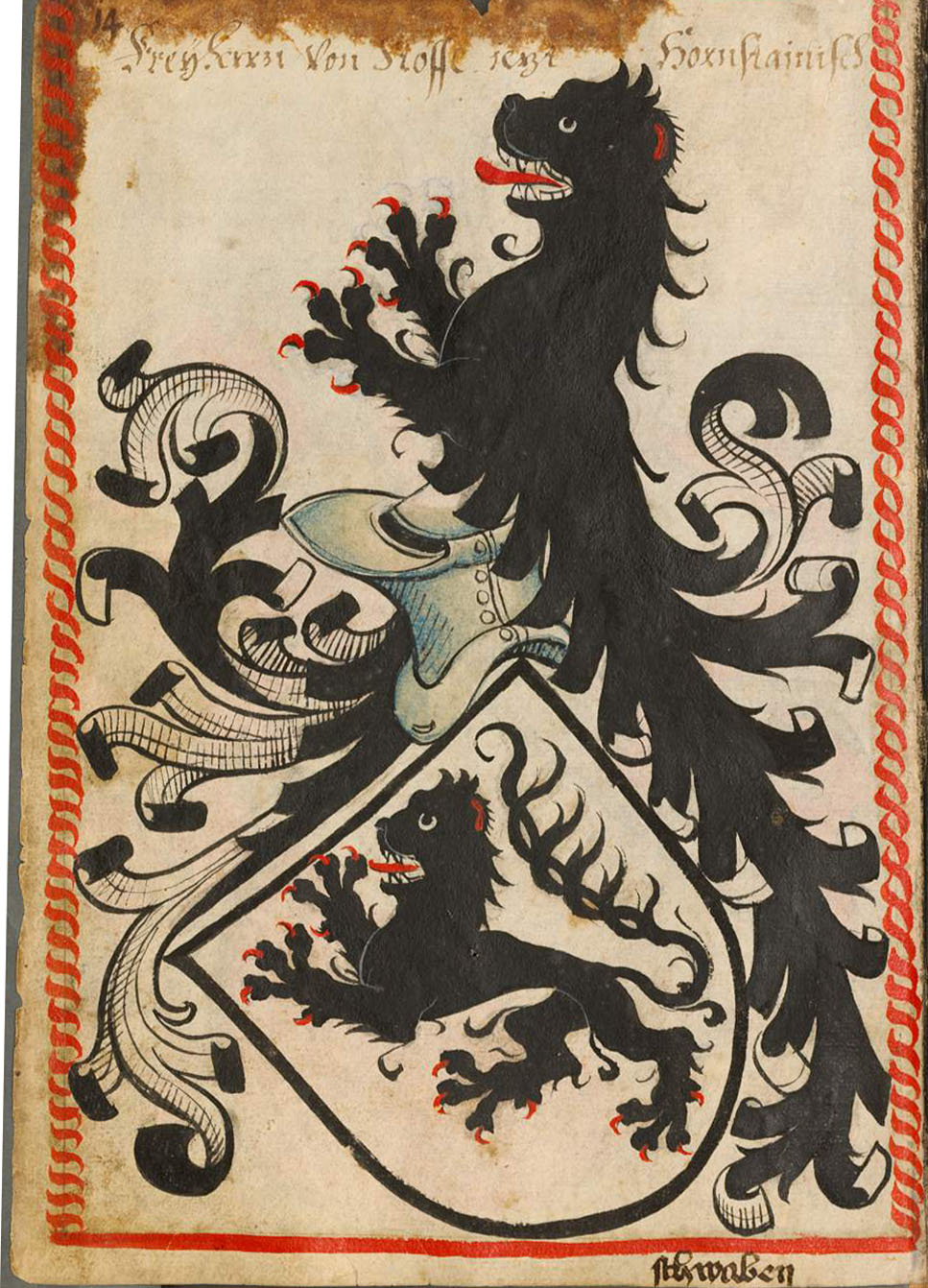
von Stöffeln
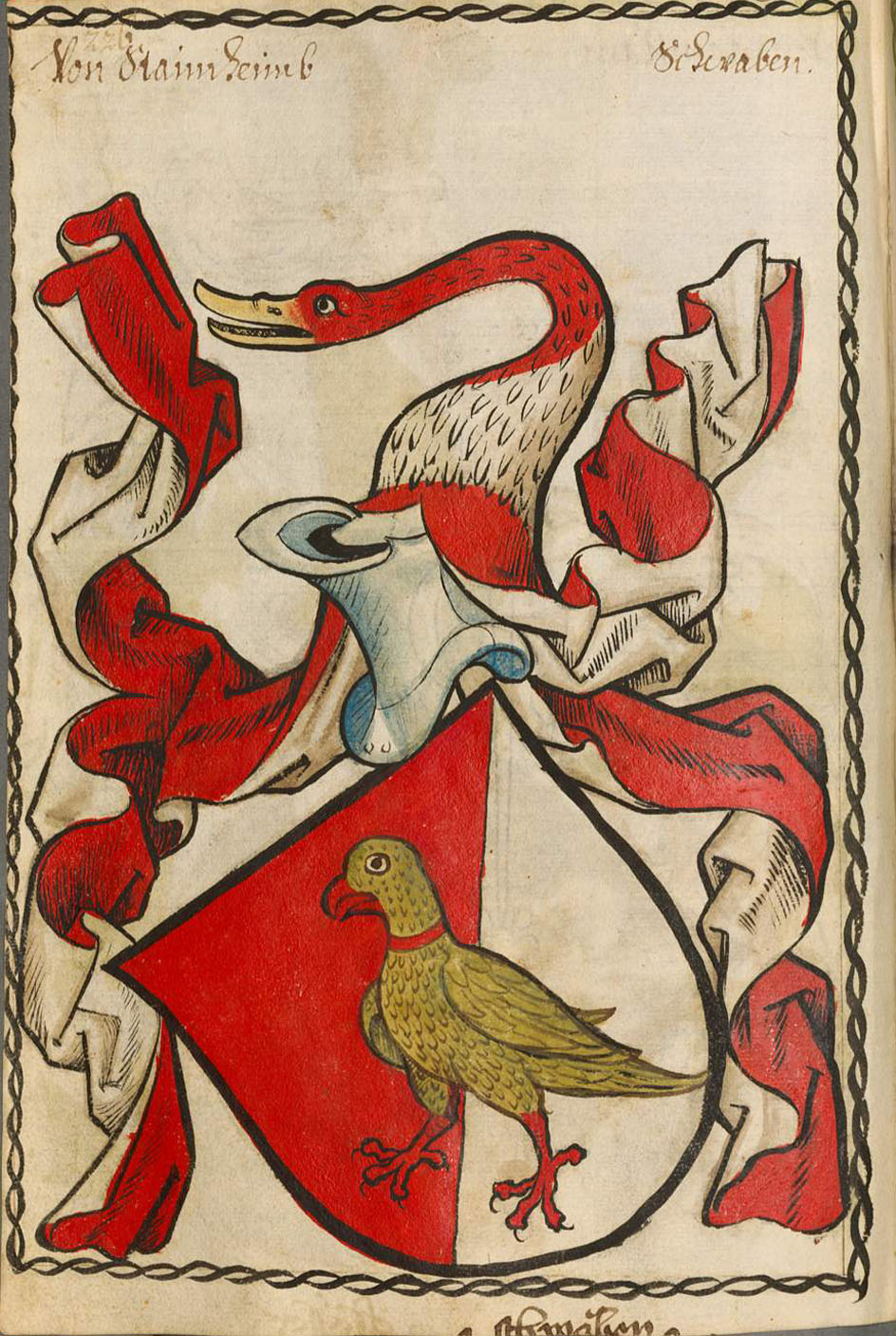
von Stammheim
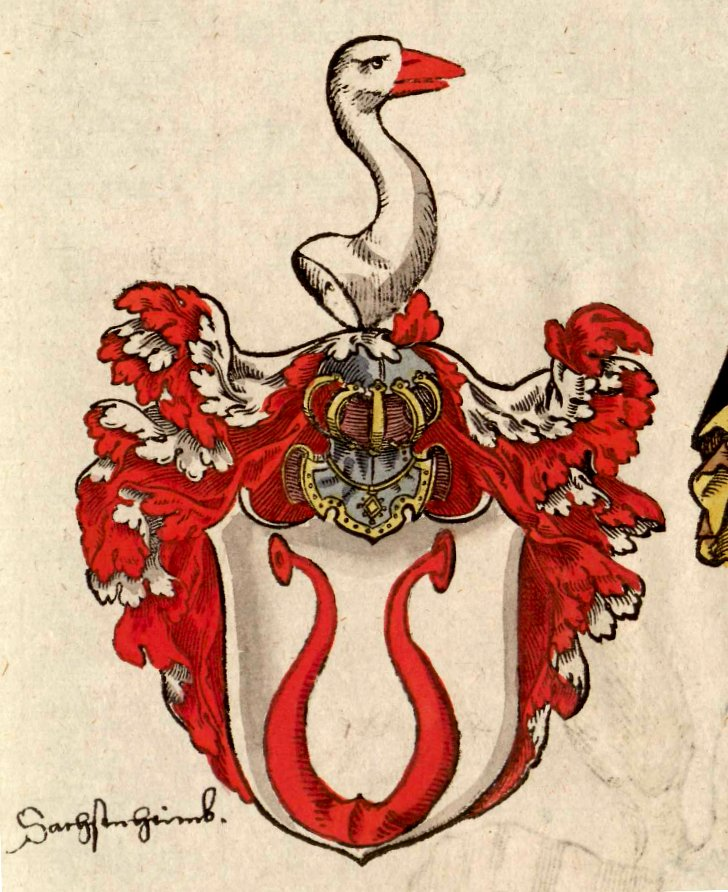
von Sachsenheim
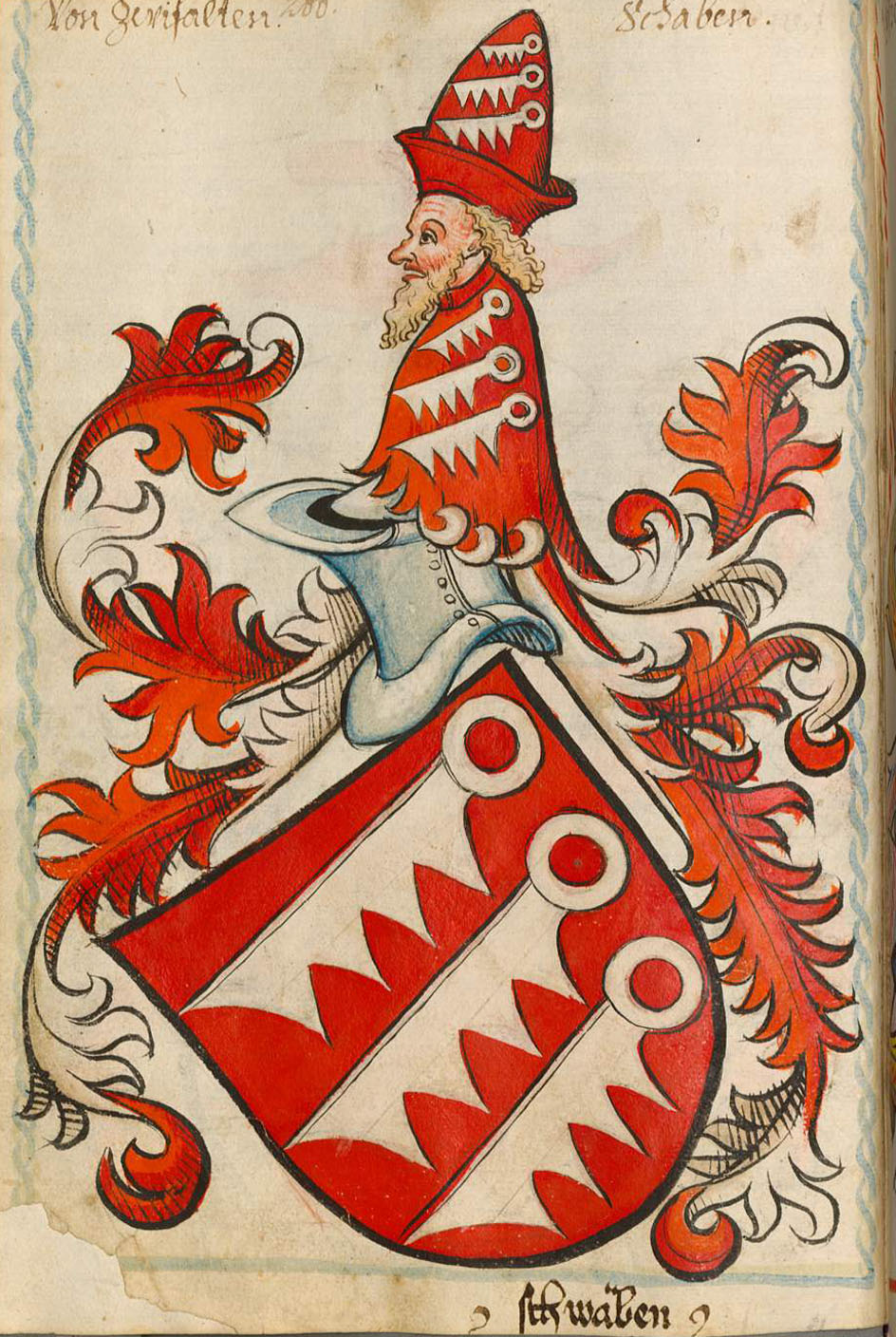
von Späth
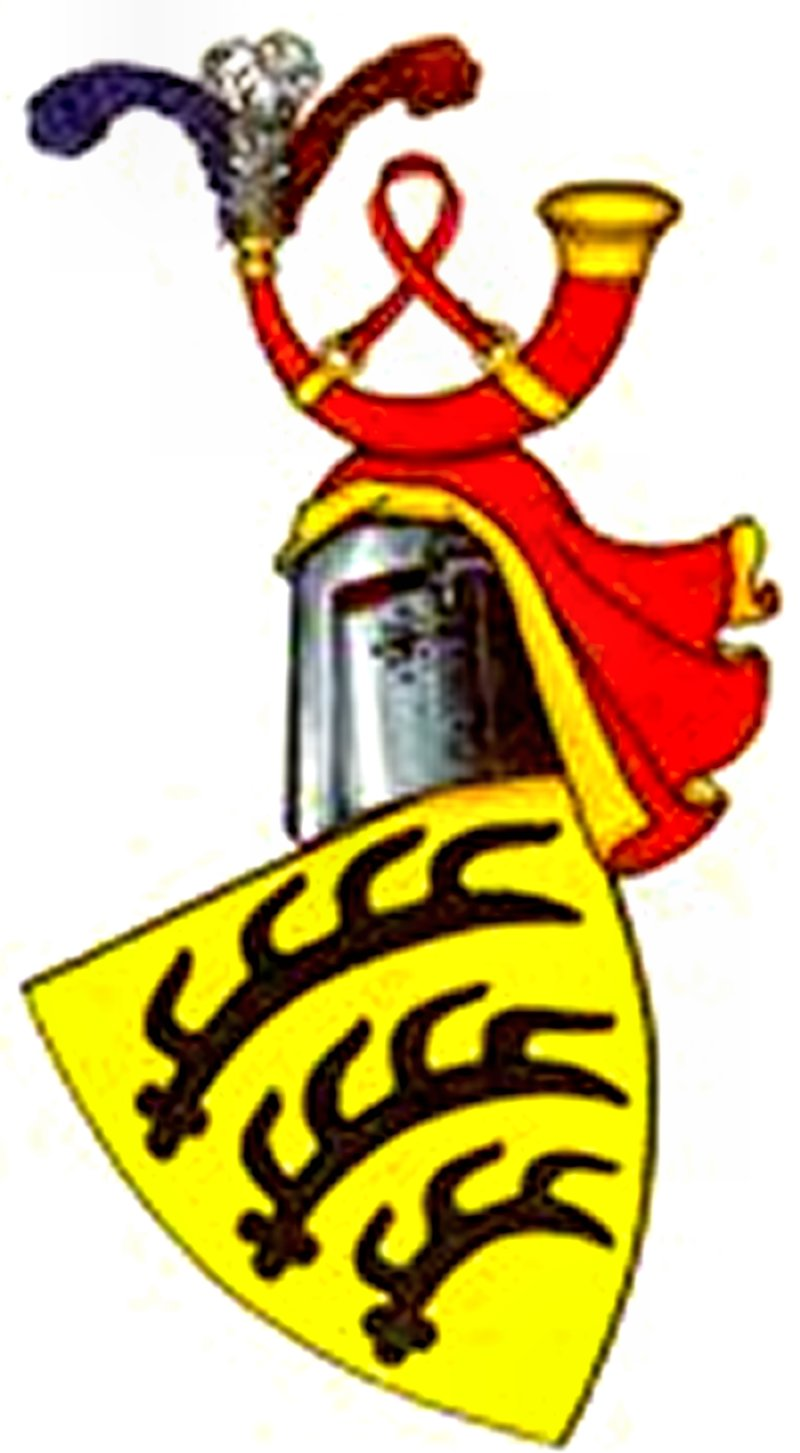
Grafen von Württemberg